# Doppelgenf
Die Doppelgenf (französisch Double de Genève) ist die erste Briefmarke, die vom Schweizer Kanton Genf herausgegeben wurde. Die Bezeichnung Doppelgenf leitet sich von der besonderen Anordnung der einzelnen Briefmarken ab. Zwei Briefmarken waren stets durch eine gemeinsame Kopfleiste zu einer Doppelgenf miteinander verbunden.
Die Ausgabe erfolgte am 30. September 1843.  Zu diesem Zeitpunkt gab es noch kein einheitliches Postwesen für die gesamte Schweiz. Jeder einzelne Kanton war für den eigenen Postdienst verantwortlich. Erst am 1. Januar 1849 erfolgte die Gründung eines eigenen Schweizer Postwesens, welches ab 1850 allgemeine Briefmarken für die gesamte Schweiz ausgab. Bis dahin gab es eigene Briefmarken ausser in Genf nur in den Kantonen Zürich, das kurz vor Genf am 1. März 1843 seine ersten Briefmarken verausgabte, und Basel. Die Doppelgenf konnte noch bis 30. September 1854 weiter verwendet werden, obwohl in den 1840er Jahren noch weitere Briefmarken des Kantones verausgabt wurden.
Der Postwert einer Doppelgenf beträgt 10 Rappen (centimes), da diese aus zwei zusammenhängenden Briefmarken zu je 5 Rappen besteht. Diese beiden Briefmarken waren durch eine gemeinsame Kopfleiste verbunden, die die Inschrift 10. | PORT CANTONAL. | Cent. trägt. Diese gibt Hinweis auf den Postwert zu 10 centimes und die vorgesehene Verwendung der Doppelgenf für Briefe bis zu einer Unze innerhalb des Kantons. Schnitt man jedoch diese Kopfleiste weg und teilte die Doppelgenf, so erhielt man zwei einzelne Freimarken zu 5 centimes mit der zusätzlichen Inschrift Poste de Genève und Port local. Diese „halbe Doppelgenf“, wie sie von Philatelisten genannt wird, konnte demnach für die Frankatur von Briefen der Lokalpost, das heißt innerhalb einer Gemeinde genutzt werden.
Diese Art der besonderen Trennung der ungezähnten Briefmarken wird sogar auf den Briefmarkenbögen selbst erläutert. Trotzdem wurden diese Bestimmungen teilweise ignoriert. Bei einer Halbierung einer Doppelgenf wurde nur sehr selten auch die Kopfleiste entfernt. So finden sich häufig Wortfragmente über einer halben Doppelgenf. Selten passierte es auch, dass eine Doppelgenf verkehrt geschnitten abgegeben wurde. Diese bedeutet, dass die Doppelgenf aus zwei falsch herum angeordneten Briefmarken besteht, die Inschrift in der Kopfzeile folglich NTONAL. | Cent. 10. | PORT. CA lautet.
Diese Art der Briefmarkenausgaben wurden von den Genfern zunächst nur sehr zögerlich angenommen, zumal eine Verwendung von Briefmarken nicht verbindlich war. Um nicht auf Restbeständen sitzen zu bleiben, entschloss sich deshalb die Genfer Postverwaltung, ab dem 1. März 1844 eine halbe Doppelgenf mit einem Postwert von 5 centimes zum Preis von 4 centimes zu verkaufen. So konnte man sich durch die Verwendung von Briefmarken bei Lokalbriefen 1, bei Kantonbriefen 2 centimes sparen. Verwendete man keine Briefmarken, so konnte man nicht von dieser Verbilligung profitieren.
Die unperforierten Marken wurden in schwarzer Farbe auf gelbgrünen Papier im Steindruck in Bögen zu 10 Marken à 5 Zeilen hergestellt. Als Motiv wurde das Genfer Wappen gewählt. Im darüber befindlichen Strahlenkranz sind die Buchstaben JHS zu lesen, die für Jesus Hominum Salvator (Jesus, Retter der Menschen) stehen. In dem Band zwischen Strahlenkranz und Wappen finden sich die Worte POST TENEBRAS LUX (nach der Dunkelheit das Licht). Typenunterschiede bei den Marken existieren keine. Auffallend ist jedoch, dass die rechte Marke viel breiter als die linke ist.
Der hohe Sammlerwert (ungebrauchte Doppelgenf vollrandig wertet ca 55.000 Schweizer Franken, eine halbierte rund 16.000 Franken) ergibt sich einerseits wegen ihrer Seltenheit und andererseits wegen ihrer hohen Beliebtheit. Die Doppelgenf gehört neben der Zürich 4 und Zürich 6 sowie der Basler Taube zu den beliebtesten Briefmarken bei Schweizer Philatelisten.